# Formel-1-Weltmeisterschaft 2015

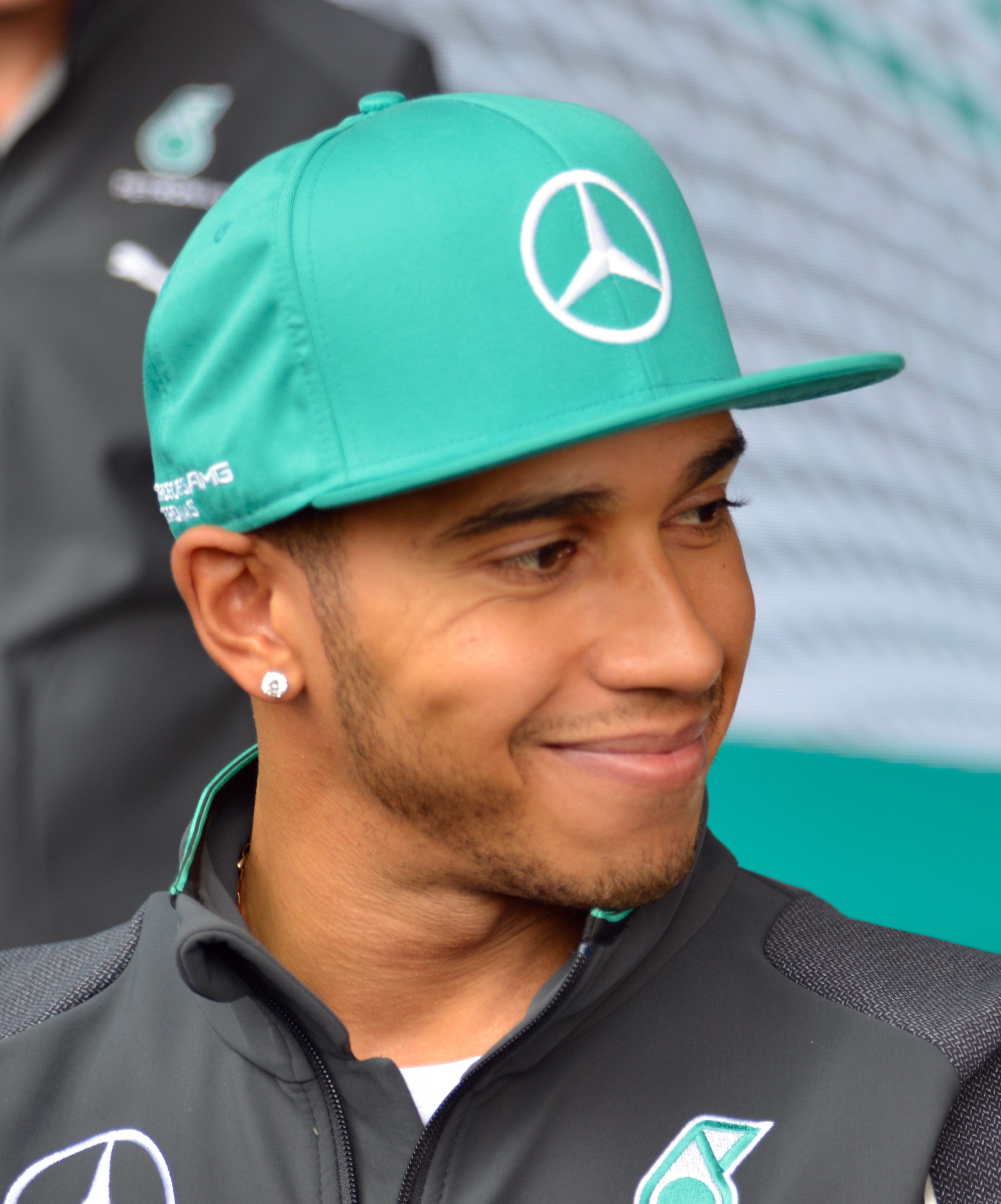
Weltmeister Lewis Hamilton

Die Formel-1-Weltmeisterschaft 2015 war die 66. Saison der Formel-1-Weltmeisterschaft und umfasste erneut 19 Grands Prix. Sie begann am 15. März im australischen Melbourne und endete am 29. November wieder auf der Yas-Insel vor Abu Dhabi. Am 25. Oktober wurde der Brite Lewis Hamilton vorzeitig zum dritten Mal Fahrerweltmeister. Die Konstrukteurs-Weltmeisterschaft gewann Mercedes.

## Änderungen 2015

### Rennstrecken

Das Autódromo Hermanos Rodríguez wurde für 2015 umfangreich umgebaut (alte Streckenführung ist grau unterlegt)

Neu im Kalender war der Große Preis von Mexiko (Mexiko-Stadt), der auch bereits im provisorischen Kalender für die Saison 2014 enthalten war, aber nicht in den endgültigen Kalender 2014 aufgenommen wurde. Ebenfalls zurück im Kalender war zwischenzeitlich der Große Preis von Korea, der zuletzt 2013 im Rennkalender war. Unsicher war jedoch, wo das Rennen stattfinden sollte. Neben dem Korean International Circuit in Yeongam wurde auch ein Stadtkurs in Seoul als Möglichkeit genannt. Damit gab es erstmals in der Geschichte der Formel-1-Weltmeisterschaft einen Rennkalender mit 21 Rennen. Am 6. Januar 2015 gab die FIA bekannt, den Großen Preis von Korea wieder aus dem Rennkalender zu streichen, die Rennanzahl blieb daher bei 20 Rennen.
Der turnusmäßig vereinbarte Wechsel des Großen Preises von Deutschland vom Hockenheimring Baden-Württemberg zum Nürburgring wurde bei der Bekanntgabe des Rennkalenders infolge des Eigentümerwechsels des Nürburgrings nicht bestätigt, der Veranstaltungsort des Rennens blieb zunächst offen. Bernie Ecclestone sagte Mitte Januar 2015, dass Gespräche mit den Verantwortlichen des Hockenheimrings über die Austragung des Rennens laufen würden: Es kann nicht am Nürburgring stattfinden, denn dort ist niemand verfügbar. Nürburgring-Geschäftsführer Carsten Schumacher gab zu, dass der Nürburgring keinen Vertrag für 2015 habe, während Hockenheimring-Geschäftsführer Georg Seiler bestätigte, dass der derzeitige Vertrag des Hockenheimrings nur für die Rennen 2016 und 2018 gelte. In einem Fax an die Rhein-Zeitung schrieb Ecclestone am 2. Februar 2015, […] dass es kein Formel-1-Rennen in Deutschland geben wird. Gegenüber Reuters gab er später jedoch an, dass eine Durchführung des Rennens unwahrscheinlich sei, es jedoch noch Versuche gebe, es zu retten. Am 17. März gaben die Verantwortlichen des Hockenheimrings bekannt, den Großen Preis nicht durchzuführen, obwohl Mercedes-Benz angeboten hatte, sich an den Kosten des Rennens, Medienberichten zufolge zwölf Millionen Euro, zu beteiligen. Zwei Tage später gab auch die Geschäftsführung des Nürburgrings bekannt, das Rennen nicht auszurichten. Eine offizielle Absage des Rennens erfolgte am 20. März.
Wegen des Unfalls von Jules Bianchi beim Großen Preis von Japan 2014, der sich bei einbrechender Dunkelheit ereignete, wurden die Rennen in Australien, Malaysia, China, Japan und Russland eine Stunde früher gestartet.

### Technisches Reglement
Es gab neue Vorschriften zur Gestaltung der Fahrzeugnasen, es waren Mindest-Querschnitte sowohl 50 mm als auch 150 mm hinter der Nasenspitze vorgegeben. Zudem mussten die Fahrzeugnasen, von oben betrachtet, symmetrisch sein, nachdem im Vorjahr der Lotus E22 mit einer zweigeteilten, unterschiedlich langen Nasenkonstruktion aufgefallen war.
Das Gesamtgewicht der Fahrzeuge inklusive Fahrer erhöhte sich um 11 kg auf nun 702 kg.
Die Bremsscheiben mussten sich mit der gleichen Geschwindigkeit drehen wie die Räder.
Zur Verbesserung der Sicherheit waren verschärfte Crashtests vorgeschrieben, außerdem gab es eine verbesserte Sicherung der Radmuttern.
Die Windkanalstunden sowie CFD-Berechnungen wurden zur Saison 2015 aus Kostengründen erneut reduziert, über eine Zeit von acht Wochen waren im Durchschnitt pro Woche maximal 25 Einheiten erlaubt. Eine Einheit stellte entweder eine Stunde im Windkanal oder 1,0 TeraFLOPS für CFD-Berechnungen dar. Außerdem wurde die maximale Anzahl an Windkanal-Läufen pro Woche von 80 auf 65 Stunden verringert. Jedes Team durfte zudem nur noch einen einzigen Windkanal verwenden.
Die Wagen mussten mit Titanstreifen am Unterboden ausgerüstet sein, die einen vermehrten Funkenflug beim Aufsetzen des Fahrzeugs bewirkten.

Die Motorenhersteller durften in einem gewissen Rahmen Konstruktionsänderungen an den 2014 verwendeten Antriebseinheiten vornehmen. Hierzu wurden den einzelnen Bestandteilen der Antriebseinheit sogenannte Token zugeordnet, die Summe aller Token beträgt 66. Jeder Hersteller durfte 32 Token (oder rund 48 Prozent) für Modifikationen zur Saison 2015 verwenden.
Anfang Januar 2015 wurde bekannt, dass eine endgültige Homologation der Motoren vor dem Saisonauftakt nicht explizit im Reglement festgehalten war. Entgegen vorheriger Annahmen durften die Motorenhersteller die endgültige Homologation ihrer Antriebseinheiten für die Saison 2015 daher auch während der bereits laufenden Saison vornehmen. Ausgenommen waren von dieser Regelung jedoch Hersteller, die neu in die Formel 1 einsteigen, hier musste die Homologation zum 28. Februar 2015 erfolgen.
Da Honda sich als neuer Motorenlieferant benachteiligt fühlte und mit Protesten gegen Konkurrenten drohte, die Modifikationen während der laufenden Saison vornehmen, akzeptierte die FIA einen Kompromiss, nach dem Honda so viele Token für Änderungen während der laufenden Saison zugestanden werden, wie die anderen drei Motorenhersteller im Durchschnitt beim ersten Rennen ungenutzt ließen. Sollte der Durchschnitt keine glatte Zahl ergeben, so wurde abgerundet.
Im Rahmen des Großen Preises von Australien gab die FIA bekannt, dass Mercedes sieben, Ferrari zehn und Renault zwölf Token ungenutzt ließen. Damit standen Honda neun Token für Änderungen zur Verfügung.

### Sportliches Reglement
2015 gab es jeweils zwei Testtage im Anschluss an zwei Rennen während der Saison. In der Vorsaison waren diese noch im Anschluss an vier Rennen durchgeführt worden. Zwei Testtage waren dabei ausschließlich für Nachwuchsfahrer reserviert. Am 26. Juni 2014 wurde auf der FIA-Weltratssitzung in München vorgeschlagen, dass nach einer Safety-Car-Phase grundsätzlich ein Neustart anstelle der fliegenden Freigabe erfolgen sollte. Diese Regelung wurde dann aber nicht in das im Dezember 2014 veröffentlichte Sportreglement der Formel 1 übernommen.

Neues Lichtsignal mit Hinweis „Virtual-Safety-Car“.

Zusätzlich wurde für 2015 das „Virtuelle Safety Car“ (VSC) eingeführt, das Verfahren übermittelte und zeigte elektronisch eine virtuelle Safety-Car-Phase im Cockpit der Teilnehmer an. In der virtuellen Safety-Car-Phase wurden die Regeln ähnlich der normalen Safety-Car-Phase angewendet, nur kam das Safety Car nicht zum Einsatz. Üblicherweise wurde die VSC verwendet, wenn doppelt geschwenkte gelbe Flaggen in einem Streckenabschnitt benötigt wurden und Fahrer oder Offizielle gefährdet sein konnten, die Umstände aber den Einsatz des Safety Cars nicht erforderlich machten. In den Formel-1-Cockpits wurde den Fahrern „VSC DEPLOYED“ (Deutsch: „Virtuelles Safety Car eingesetzt“) angezeigt, die elektronischen Flaggen zeigen „VSC“. Die Teilnehmer mussten in den Streckenabschnitten mit angezeigtem VSC die vorher festgelegte Geschwindigkeit einhalten.
Das Safety Car durfte bereits in die Box zurückkehren, wenn der letzte überrundete Fahrer den Führenden passiert hatte und nicht erst, wenn alle Überrundeten das Ende des Feldes erreicht hatten.
Die Parc-fermé-Regel galt nun statt ab dem Qualifying bereits ab dem dritten freien Training. Außerdem wurde die Sperrstunde, in der während der Nacht nicht an den Fahrzeugen gearbeitet werden durfte, von sechs Stunden auf sieben Stunden verlängert.
Die Vergabe doppelter Punkte beim letzten Rennen der Saison wurde nach nur einer Saison wieder abgeschafft.
Zusätzlich zu der vor der Saison 2014 eingeführten Fünf-Sekunden-Strafe gab es ab 2015 eine Zehn-Sekunden-Strafe, die im Falle einer „Unsafe Release“, also des unsicheren Losfahrens nach einem Boxenstopp, ausgesprochen werden sollte. Sowohl die Fünf- als auch die Zehn-Sekunden-Strafe mussten nun beim nächsten Boxenstopp vor dem Beginn der Arbeiten am Auto abgesessen werden. Zuvor war dies bei einem beliebigen folgenden Boxenstopp möglich gewesen.
Im Verlauf einer Saison durften nur noch vier statt fünf Exemplare der einzelnen Module einer Motoreneinheit verwendet werden. Neben dem Verbrennungsmotor selbst waren dies die beiden Generatoren MGU-K und MGU-H, der Energiespeicher, der Turbolader und die Steuerungselektronik. War ein kompletter Wechsel notwendig, musste der Fahrer nicht länger aus der Boxengasse starten, sondern durfte vom letzten Startplatz ins Rennen gehen. Eine Bestrafung erfolgte kumulativ für den Austausch der einzelnen Teile der Motoreinheit. Sollte bei einer Rückversetzung das Ende des Feldes erreicht gewesen sein, wurden überschüssige Strafplätze in Zeitstrafen umgewandelt.
Nachdem im Dezember 2014 die Anzahl der Rennen auf 21 erhöht worden war, waren nun laut Reglement nicht vier, sondern fünf Antriebseinheiten erlaubt. In den Medien wurden Spekulationen laut, dass die Aufnahme des Großen Preises von Korea in den Rennkalender nur erfolgte, um die Anzahl der erlaubten Motoreneinheiten zu erhöhen und keine Chance auf eine tatsächliche Durchführung des Rennens bestehe. Dieser Eindruck wurde durch die Tatsache verstärkt, dass die Betreiber des Korean International Circuit vorab nicht über die Aufnahme des Rennens in den Rennkalender informiert wurden. Zudem wurde das Rennen für den 3. Mai 2015, also eine Woche vor dem Großen Preis von Spanien, terminiert, was für die Logistik der Teams eine nahezu unlösbare Aufgabe darstelle. Bernie Ecclestone wolle auf diese Weise den Motorenherstellern Ferrari, Honda und Renault helfen, da die Motoren von Mercedes sowohl bezüglich der Leistung als auch der Zuverlässigkeit als überlegen galten. Ecclestone behauptete, das Rennen sei in den Kalender aufgenommen worden, weil die Veranstalter einen bis 2016 gültigen Vertrag besitzen. Anderenfalls habe die Gefahr einer Klage durch den Veranstalter bestanden. Die erwartete Streichung des Rennens aus dem Kalender erfolgte am 6. Januar 2015.
Mit einer Neufassung von Artikel 28.4 des Sportlichen Reglements wurde am 2. März 2015 klargestellt, dass eine Erhöhung des Motorenkontingents erst dann wirksam wurde, wenn zum Zeitpunkt des Saisonauftakts mehr als 20 Rennen im Kalender vorgesehen waren. Dies hatte zur Folge, dass auch in der Saison 2015 nur vier Motoreneinheiten pro Fahrzeug erlaubt waren. Demgegenüber wurde am 1. Juli in der Strategiegruppe beschlossen, dass neue Hersteller im ersten Jahr eine weitere Motoreneinheit zur Verfügung haben. Dies galt auch rückwirkend für 2015 und damit für Honda.
Damit die Fahrer auf der Strecke ohne Schwierigkeiten voneinander unterschieden werden konnten, durfte die grundlegende Lackierung des Helmes eines Fahrers während der Saison nicht mehr geändert werden. Laut Toto Wolff war dies seitens der Teams als Kompromiss eingegangen worden, um keine größeren Startnummern auf den Fahrzeugen anbringen zu müssen. Diese Regelung sorgte für Kritik aus Reihen der Fahrer.
Zwischen dem letzten Saisonrennen und dem Ende des Kalenderjahres durften die Teams nun maximal 15 Kilometer im Rahmen von Showruns mit den aktuellen Autos durchführen.
Nach dem Großen Preis von Großbritannien kündigte die FIA Regeländerungen an, die ab dem Großen Preis von Belgien den zu weiten Teilen automatisierten Start der Fahrzeuge betrafen. So durfte der Schleifpunkt der Kupplung in der Zeit zwischen dem Umspringen der Boxengassen-Ampel auf grün (30 Minuten vor Rennstart) und dem Rennstart nicht mehr verändert werden. Außerdem wurden technische Hilfsmittel, mit deren Hilfe der optimale Schleifpunkt automatisch ermittelt werden konnte, verboten. Darüber hinaus wurde der Boxenfunk vor dem Rennen stark eingeschränkt, ab sofort führten Diskussionen über die Startprozedur zu einer Strafe.

### Motorenlieferanten
Honda stieg mit Saisonbeginn als Motorenlieferant wieder in die Formel 1 ein, als einziges Team ging McLaren mit Honda-Motoren an den Start.
Im Juli 2014 gab Lotus bekannt, zur Saison 2015 den Motorenhersteller zu wechseln und statt mit Renault-Motoren mit Aggregaten von Mercedes an den Start zu gehen. Lotus kaufte sich dabei für fünf Millionen Euro vorzeitig aus dem Renault-Vertrag frei.

### Fahrer
Daniil Kwjat wechselte von der Scuderia Toro Rosso zu Red Bull Racing und ersetzte dort Sebastian Vettel. Vettel hatte ursprünglich einen Vertrag für die Saison 2015, zog jedoch eine Ausstiegsklausel. Da er am 30. September 2014 nicht innerhalb der ersten drei Fahrer in der Weltmeisterschaft lag, durfte er seinen Vertrag kündigen. Vettel wechselte schließlich zu Ferrari, wo er Fernando Alonso ersetzte, der eigentlich bis 2016 an Ferrari gebunden war. Alonso kehrte daraufhin zu McLaren zurück.
Will Stevens, der in der Vorsaison das letzte Saisonrennen für Caterham bestritten hatte, wechselte zu Marussia.
Marcus Ericsson wechselte von Caterham zu Sauber. Sein Teamkollege wurde Felipe Nasr, der im Vorjahr für Carlin in der GP2-Serie startete und zudem Test- und Ersatzfahrer bei Williams war.
Max Verstappen stieg mit Scuderia Toro Rosso in die Formel 1 ein. 2014 startete er für Van Amersfoort Racing in der europäischen Formel-3-Meisterschaft und wurde Gesamtdritter. Mit Carlos Sainz jr. übernahm ein weiterer Neuling das zweite Toro-Rosso-Cockpit. Sainz fuhr 2014 in der Formel Renault 3.5 und wurde mit DAMS Meister.
Roberto Merhi gab für Manor sein Formel-1-Debüt. Er wurde 2014 für Zeta Corse Dritter der Formel Renault 3.5 und nahm im 2014 für das Caterham F1 Team an mehreren freien Trainings der Formel 1 teil.
Alexander Rossi, der bereits 2014 für Marussia zu einem Rennen gemeldet war, aber zurückgezogen wurde, trat 2015 für den Nachfolgerennstall Manor zu fünf Grands Prix an.
Vier ehemalige Einsatzfahrer übernahmen die Aufgabe eines Testfahrers. Kevin Magnussen blieb bei McLaren. Esteban Gutiérrez und Jean-Éric Vergne wechselten von Sauber bzw. Toro Rosso zu Ferrari. Adrian Sutil wurde, obwohl er einen Vertrag mit Sauber als Einsatzfahrer für die Saison 2015 besaß, vom Team nicht als Einsatzfahrer für die Saison genannt. Vor dem Großen Preis von Malaysia wurde er Ersatzfahrer bei Williams.
André Lotterer, der 2014 einen Grand Prix für Caterham bestritt, trat 2015 wieder in der FIA-Langstrecken-Weltmeisterschaft für das Audi Sport Team Joest an.
Der ehemalige Caterham-Pilot Kamui Kobayashi wechselte 2015 in die Super Formula zum Team LeMans.
Der frühere Marussia-Pilot Max Chilton wechselte 2015 in die FIA-Langstrecken-Weltmeisterschaft zu Nissan.
Jules Bianchi, der letzte Saison für Marussia an den Start ging, lag seit einem schweren Unfall beim Großen Preis von Japan 2014 im Koma. Im März 2015 wurde bekannt, dass er zuvor mit dem Sauber-Team einen Vertrag als Einsatzfahrer für die Formel-1-Weltmeisterschaft 2015 abgeschlossen hatte. Während der Formel-1-Weltmeisterschaft 2015 verstarb Bianchi am 17. Juli an den Folgen des Unfalls.
Giedo van der Garde, im Vorjahr Testfahrer bei Sauber, hatte nach eigenen Angaben ebenfalls einen gültigen Vertrag mit Sauber als Einsatzfahrer für die Saison 2015. Das Team habe eine entsprechende Option in seinem Testfahrervertrag am 28. Juni 2014 gezogen und auf diese Weise Sponsorengelder in Höhe von 13 Millionen Euro erhalten. Van der Garde erwirkte Anfang März bei einem Schiedsgericht in der Schweiz eine Verfügung, nach der das Team jegliche Handlungen zu unterlassen hat, deren Wirkung es ist, dass Herr van der Garde seinen Anspruch nicht geltend machen kann, in der Formel-1-Saison 2015 als einer der zwei von Sauber genannten Rennfahrer teilnehmen zu können. Van der Garde stellte einen Eilantrag, der vom Obersten Gerichtshof des australischen Bundesstaates Victoria in der Woche vor dem Grand Prix entschieden wurde, um ein Renncockpit für den Großen Preis von Australien zu erhalten. Die erstinstanzliche Gerichtsverhandlung fand am 9. März 2015 statt. Sauber wurde durch den Anwalt Rodney Garratt, van der Garde durch Tom Clarke vertreten. Saubers Anwalt Garrett argumentierte, ein Einsatz van der Gardes würde „in einem unverantwortlichen Risiko münden, welches Körperverletzungen und sogar den Tod mit einschließt.“ Am 11. März 2015 entschied das Gericht, dass der Vertrag zwischen van der Garde und Sauber wirksam sei und van der Garde das Cockpit zustehe. Dies gelte für die gesamte Saison und nicht nur für das Rennen in Australien. Sauber legte Berufung gegen das Urteil ein, die am 12. März 2015 zurückgewiesen wurde. Am 13. März wurde ein Sitz für van der Garde angepasst, es fehlte jedoch die notwendige Superlizenz, die vom Team beantragt werden musste. Das Gericht setzte einen neuen Termin für eine Verhandlung am Samstagmorgen. Als Reaktion darauf bestritt Sauber das erste freie Training beim Großen Preis von Australien nicht, beim zweiten freien Training fuhren Ericsson und Nasr dann. Van der Garde gab am 14. März 2015 bekannt, für den Großen Preis von Australien auf seinen Rechtsanspruch auf ein Cockpit bei Sauber zu verzichten. In der Woche nach dem Rennen wurde bekannt, dass der Vertrag zwischen Sauber und van der Garde aufgelöst wurde und van der Garde eine Ausgleichszahlung in Höhe von 15 Millionen Euro erhielt.
Vor Saisonbeginn wurden die Kriterien zur Erteilung einer Superlizenz von der FIA geändert, die Änderungen traten jedoch erst zur kommenden Saison in Kraft. Die Saison 2015 war daher die letzte, in der auch Fahrer teilnehmen konnten, die weder das 18. Lebensjahr vollendet hatten noch einen Führerschein besaßen.

### Teams
Das zahlungsunfähige, 2010 gegründete Team Caterham trat 2015 nicht mehr an.
Die FIA führte auf der provisorischen Meldeliste für die Saison 2015 Marussia unter dem Namen Manor F1 Team. Das Team musste im November 2014 den Betrieb jedoch wegen Zahlungsunfähigkeit einstellen und wurde zeitweise von einem Insolvenzverwalter geführt. Am 19. Februar 2015 wurde der Rennstall aus dem Insolvenzverfahren entlassen. Die Teamleitung bemühte sich, beim ersten Rennen des Jahres 2015 am Start zu sein, um so den Anspruch auf die Prämienzahlungen aus der vergangenen Saison zu erhalten. Am 4. März 2015 gab Manor bekannt, unter dem Namen „Manor Marussia F1 Team“ beim Großen Preis von Australien mit einem modifizierten Vorjahreswagen an den Start zu gehen.
Vor Saisonbeginn hatten mehrere weitere Teams erhebliche finanzielle Schwierigkeiten. Zu ihnen gehörten Sauber, Force India und Lotus. Force Indias Sportchef sprach insoweit von „einem harten Winter“. Die Probleme standen in mittelbarem Zusammenhang zu der Insolvenz von Caterham und Marussia: Bedingt durch die Ausfälle der beiden Teams waren mehrere Formel-1-Zulieferer ihrerseits in wirtschaftliche Schwierigkeiten geraten, woraufhin sie den verbliebenen Teams deutlich kürzere Zahlungsfristen als in den vergangenen Jahren setzten. Sauber, Force India und Lotus konnten diese Fristen teilweise nicht einhalten, wodurch es zu Verzögerungen in der Entwicklung der Autos kam; insbesondere Force India geriet auf diese Weise in einen erheblichen Rückstand. Die Zahlungsprobleme der kleineren Teams wurden letztlich dadurch gelöst, dass der Rechteinhaber in mehreren Fällen Zahlungen, die für den Sommer 2015 vorgesehen waren, auf Januar und Februar 2015 vorzog.

## Teams und Fahrer
In der Übersicht werden alle Fahrer aufgeführt, die für die Saison 2015 einen Vertrag mit dem Rennstall als Stamm- oder Testfahrer abgeschlossen hatten. Die Teams sind nach der Konstrukteursweltmeisterschaft des Vorjahres geordnet.
| Bild                   | Team                          | Chassis                | Motor                       | Reifen | Nr.     | Stammfahrer      | Rennen        | Test-/ Ersatzfahrer                                       |
| ---------------------- | ----------------------------- | ---------------------- | --------------------------- | ------ | ------- | ---------------- | ------------- | --------------------------------------------------------- |
| Mercedes F1 W06 Hybrid | Mercedes AMG Petronas F1 Team | Mercedes F1 W06 Hybrid | Mercedes-Benz PU106B Hybrid | P      | [# 1]44 | Lewis Hamilton   | 1–19          | Pascal Wehrlein                                           |
| Mercedes F1 W06 Hybrid | Mercedes AMG Petronas F1 Team | Mercedes F1 W06 Hybrid | Mercedes-Benz PU106B Hybrid | P      | 06      | Nico Rosberg     | 1–19          | Pascal Wehrlein                                           |
| Red Bull RB11          | Infiniti Red Bull Racing      | Red Bull RB11          | Renault Energy F1 2015      | P      | 03      | Daniel Ricciardo | 1–19          | Sébastien Buemi António Félix da Costa Pierre Gasly       |
| Red Bull RB11          | Infiniti Red Bull Racing      | Red Bull RB11          | Renault Energy F1 2015      | P      | 26      | Daniil Kwjat     | 1–19          | Sébastien Buemi António Félix da Costa Pierre Gasly       |
| Williams FW37          | Williams Martini Racing       | Williams FW37          | Mercedes-Benz PU106B Hybrid | P      | 19      | Felipe Massa     | 1–19          | Alex Lynn Adrian Sutil Susie Wolff                        |
| Williams FW37          | Williams Martini Racing       | Williams FW37          | Mercedes-Benz PU106B Hybrid | P      | 77      | Valtteri Bottas  | 1–19          | Alex Lynn Adrian Sutil Susie Wolff                        |
| Ferrari SF15-T         | Scuderia Ferrari              | Ferrari SF15-T         | Ferrari 059/4               | P      | 05      | Sebastian Vettel | 1–19          | Marc Gené Esteban Gutiérrez Davide Rigon Jean-Éric Vergne |
| Ferrari SF15-T         | Scuderia Ferrari              | Ferrari SF15-T         | Ferrari 059/4               | P      | 07      | Kimi Räikkönen   | 1–19          | Marc Gené Esteban Gutiérrez Davide Rigon Jean-Éric Vergne |
| McLaren MP4-30         | McLaren Honda                 | McLaren MP4-30         | Honda RA615H                | P      | 20      | Kevin Magnussen  | 1             | Kevin Magnussen Oliver Turvey Stoffel Vandoorne           |
| McLaren MP4-30         | McLaren Honda                 | McLaren MP4-30         | Honda RA615H                | P      | 14      | Fernando Alonso  | 2–19          | Kevin Magnussen Oliver Turvey Stoffel Vandoorne           |
| McLaren MP4-30         | McLaren Honda                 | McLaren MP4-30         | Honda RA615H                | P      | 22      | Jenson Button    | 1–19          | Kevin Magnussen Oliver Turvey Stoffel Vandoorne           |
| Force India VJM08      | Sahara Force India F1 Team    | Force India VJM08      | Mercedes-Benz PU106B Hybrid | P      | 27      | Nico Hülkenberg  | 1–19          | Alfonso Celis jr. Steven Goldstein                        |
| Force India VJM08      | Sahara Force India F1 Team    | Force India VJM08      | Mercedes-Benz PU106B Hybrid | P      | 11      | Sergio Pérez     | 1–19          | Alfonso Celis jr. Steven Goldstein                        |
| Toro Rosso STR10       | Scuderia Toro Rosso           | Toro Rosso STR10       | Renault Energy F1 2015      | P      | 33      | Max Verstappen   | 1–19          | TBA                                                       |
| Toro Rosso STR10       | Scuderia Toro Rosso           | Toro Rosso STR10       | Renault Energy F1 2015      | P      | 55      | Carlos Sainz jr. | 1–19          | TBA                                                       |
| Lotus E23 Hybrid       | Lotus F1 Team                 | Lotus E23 Hybrid       | Mercedes-Benz PU106B Hybrid | P      | 08      | Romain Grosjean  | 1–19          | Adderly Fong Carmen Jordá Jolyon Palmer                   |
| Lotus E23 Hybrid       | Lotus F1 Team                 | Lotus E23 Hybrid       | Mercedes-Benz PU106B Hybrid | P      | 13      | Pastor Maldonado | 1–19          | Adderly Fong Carmen Jordá Jolyon Palmer                   |
| Marussia MR03          | Manor Marussia F1 Team        | Marussia MR03          | Ferrari 059/3               | P      | 28      | Will Stevens     | 1–19          | Rio Haryanto Jordan King Fabio Leimer                     |
| Marussia MR03          | Manor Marussia F1 Team        | Marussia MR03          | Ferrari 059/3               | P      | 98      | Roberto Merhi    | 1–12, 15, 19  | Rio Haryanto Jordan King Fabio Leimer                     |
| Marussia MR03          | Manor Marussia F1 Team        | Marussia MR03          | Ferrari 059/3               | P      | 53      | Alexander Rossi  | 13, 14, 16–18 | Rio Haryanto Jordan King Fabio Leimer                     |
| Sauber C34             | Sauber F1 Team                | Sauber C34             | Ferrari 059/4               | P      | 09      | Marcus Ericsson  | 1–19          | Adderly Fong Raffaele Marciello                           |
| Sauber C34             | Sauber F1 Team                | Sauber C34             | Ferrari 059/4               | P      | 12      | Felipe Nasr      | 1–19          | Adderly Fong Raffaele Marciello                           |

Anmerkungen
1. ↑  Lewis Hamilton entschied sich dazu, weiterhin mit der Startnummer 44 anzutreten, obwohl ihm als amtierenden Weltmeister die Startnummer 1 zugestanden hätte.

## Saisonvorbereitung

### 1.–4. Februar: Circuito de Jerez

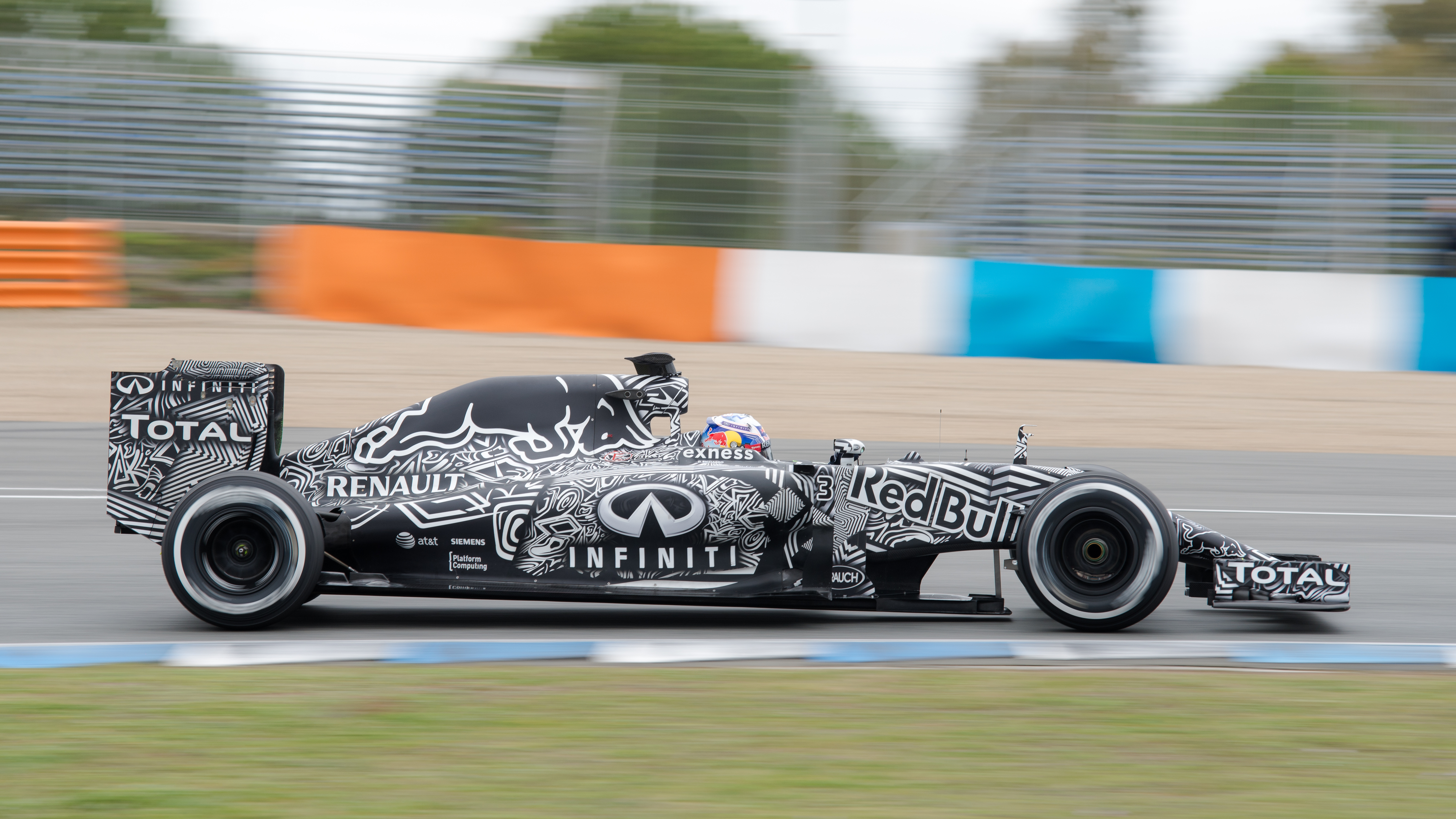
Daniel Ricciardo im Red Bull RB11 in Jerez

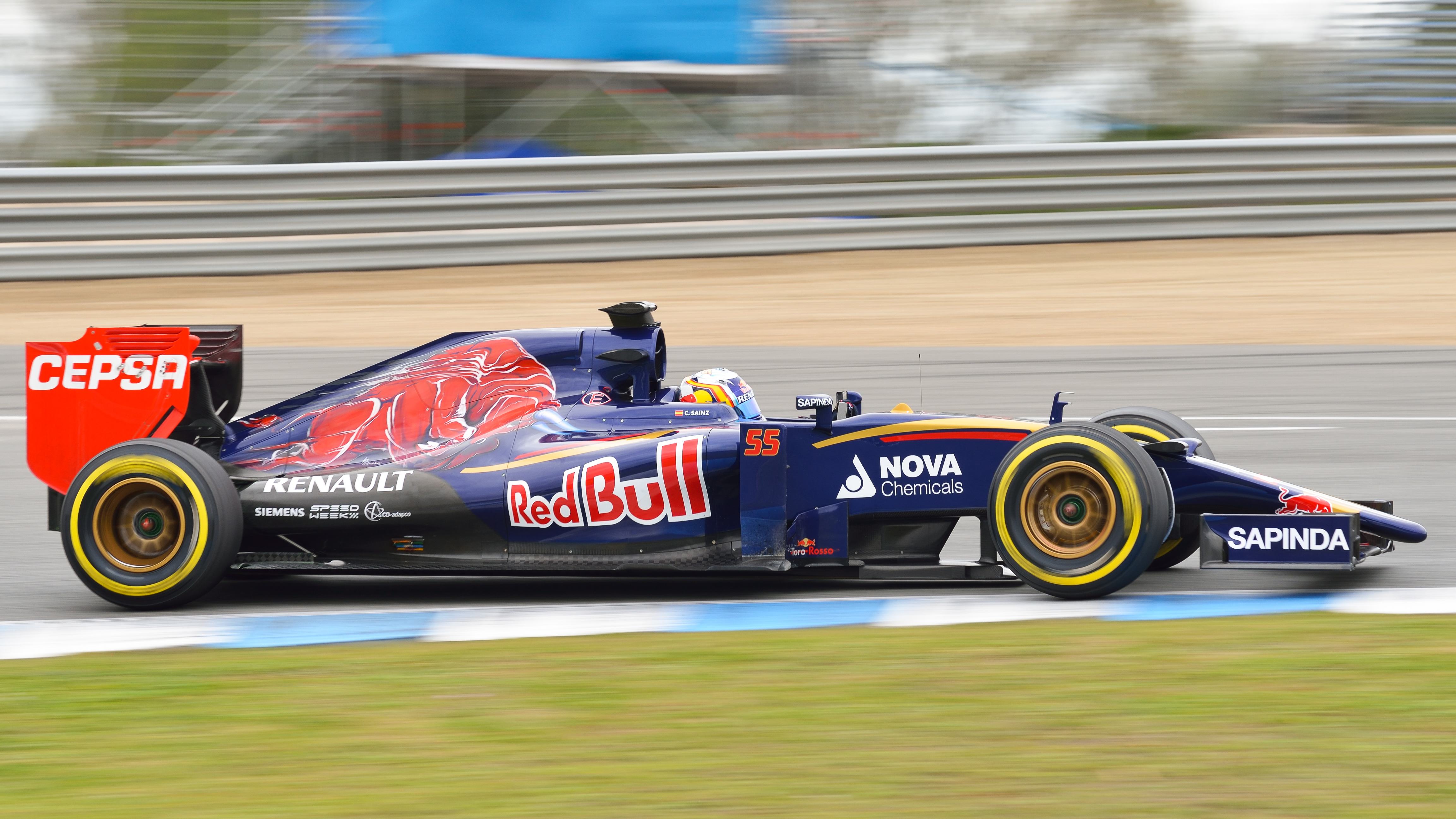
Carlos Sainz jr. im Toro Rosso STR10 in Jerez

Die erste Testwoche fand vom 1. bis zum 4. Februar auf dem Circuito de Jerez in Spanien statt. Mit dem Ferrari SF15-T, dem Lotus E23 Hybrid, dem McLaren MP4-30, dem Mercedes F1 W06 Hybrid, dem Red Bull RB11, dem Sauber C34, dem Toro Rosso STR10 und dem Williams FW37 gaben acht Boliden ihr Streckendebüt. Force India verzichtete auf die Teilnahme bei diesen Testfahrten, da der VJM08 nicht rechtzeitig fertiggestellt wurde und Testfahrten mit dem Vorjahresfahrzeug nicht aussagekräftig genug seien. Es wurde jedoch spekuliert, dass andere Gründe vorliegen, das Team sollte zahlungsunfähig sein. Lotus reiste im Laufe des 1. Februar an und nahm erst ab dem 2. Februar an den Testfahrten teil.
Beim Testauftakt am 1. Februar war Ferrari-Fahrer Sebastian Vettel mit 1:22,620 Minuten der Schnellste, gefolgt von Marcus Ericsson im Sauber und Nico Rosberg im Mercedes. Vettel war damit mehr als 0,6 Sekunden schneller als die Bestzeit bei den Testfahrten 2014. Rosberg legte an diesem Tag mit 157 Runden fast 700 Kilometer zurück und war damit der Fahrer mit der größten Distanz, Ericsson und Valtteri Bottas im Williams fuhren mit jeweils 73 Runden die zweitgrößte. Fernando Alonso im McLaren fuhr aufgrund von Elektrik-Problemen mit dem Honda-Motor nur sechs Runden, auch Carlos Sainz junior im Toro Rosso hatte technische Schwierigkeiten und fuhr lediglich 46 Runden.
Am zweiten Testtag war Vettel mit 1:20,984 Minuten erneut der Schnellste vor Sauber-Pilot Felipe Nasr und Bottas. Damit unterbot Vettel die Bestzeit aus dem Vorjahr um mehr als 2,2 Sekunden. Trotz eines Wasserlecks, das die Testfahrten für Mercedes an diesem Tag drei Stunden früher beendete, fuhr Lewis Hamilton mit 91 Runden die größte Distanz, gefolgt von Vettel (88 Runden) und Nasr (87 Runden). Pastor Maldonado legte im Lotus beim Streckendebüt des Fahrzeugs 41 Runden zurück. McLaren, heute mit Jenson Button am Steuer, fuhr mit technischen Problemen erneut nur sechs Runden. Daniil Kwjat kam im Red Bull von der Strecke ab und beschädigte sich seinen Frontflügel. Da kein Ersatzteil vorhanden war, legte er im Laufe des Tages nur 18 Runden in langsamer Fahrt zurück, eine gezeitete Runde fuhr er nicht. Am Nachmittag begann es zu regnen, so dass die Teams nur noch wenige Runden fuhren.
Am dritten Tag regnete es vormittags, die Strecke begann gegen Mittag abzutrocknen. Nasr war mit 1:21,545 Minuten der schnellste Fahrer, gefolgt von Kimi Räikkönen und Rosberg. Mit 151 Runden fuhr Rosberg erneut die größte Distanz, gefolgt von Sainz und Nasr. Alonso fuhr mit dem McLaren 32 Runden und damit erstmals mehrere Runden am Stück, er musste den Testtag jedoch am frühen Nachmittag mit einem Wasserleck abbrechen.
Am letzten Tag der Testfahrten fuhr Räikkönen in 1:20,841 Minuten die schnellste Runde vor Ericsson und Hamilton. Dies war zugleich die schnellste Rundenzeit der gesamten Testwoche und mehr als 2,4 Sekunden schneller als die Bestzeit im Vorjahr. Hamilton fuhr mit 117 Runden die größte Distanz, aber auch Ericsson und Räikkönen legten mehr als 100 Runden zurück. Button fuhr mit 35 Runden am wenigsten, auch Romain Grosjean legte nur 53 Runden zurück.

### 19.–22. Februar: Circuit de Barcelona-Catalunya

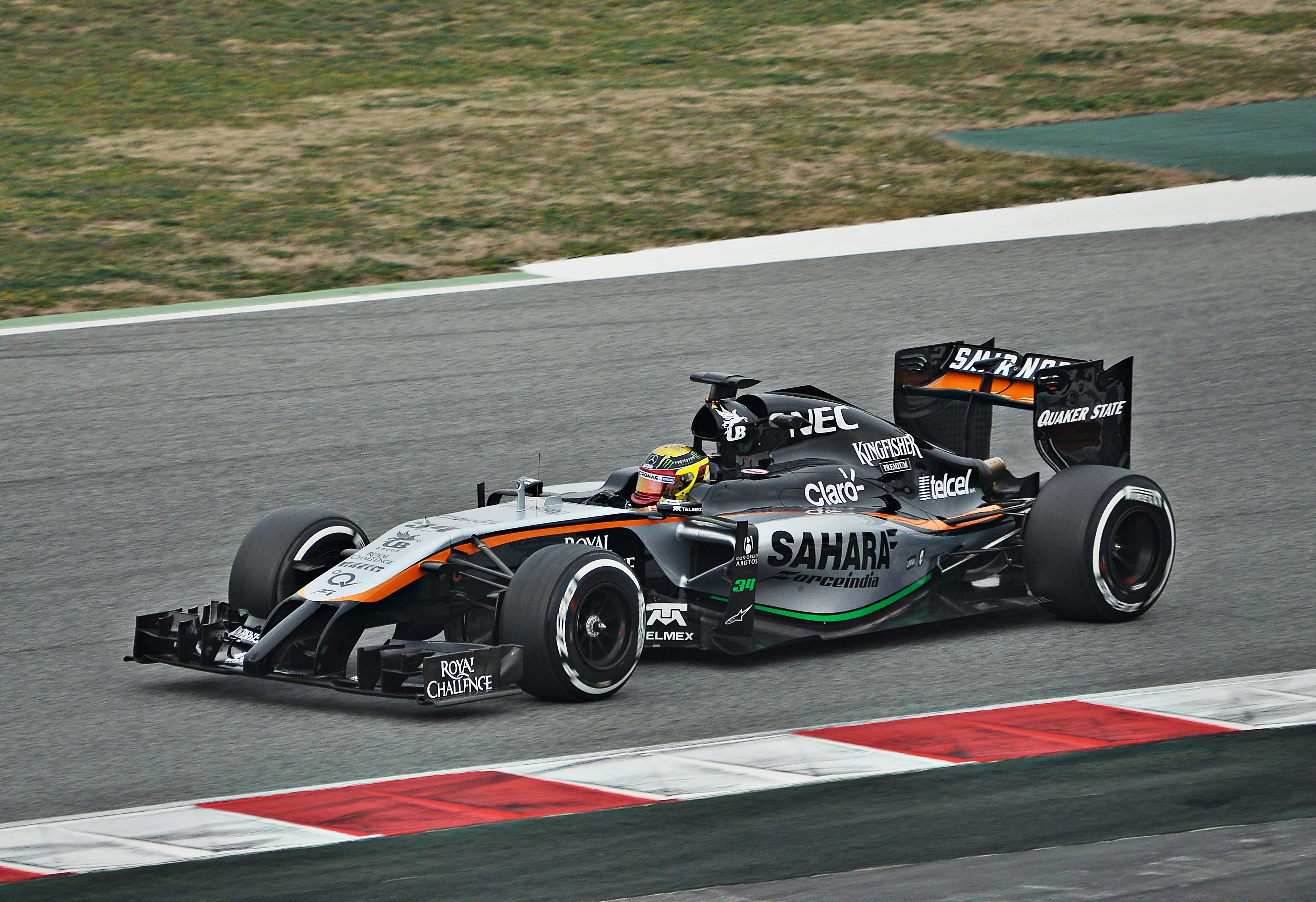
Pascal Wehrlein im umlackierten Force India VJM07 in Barcelona

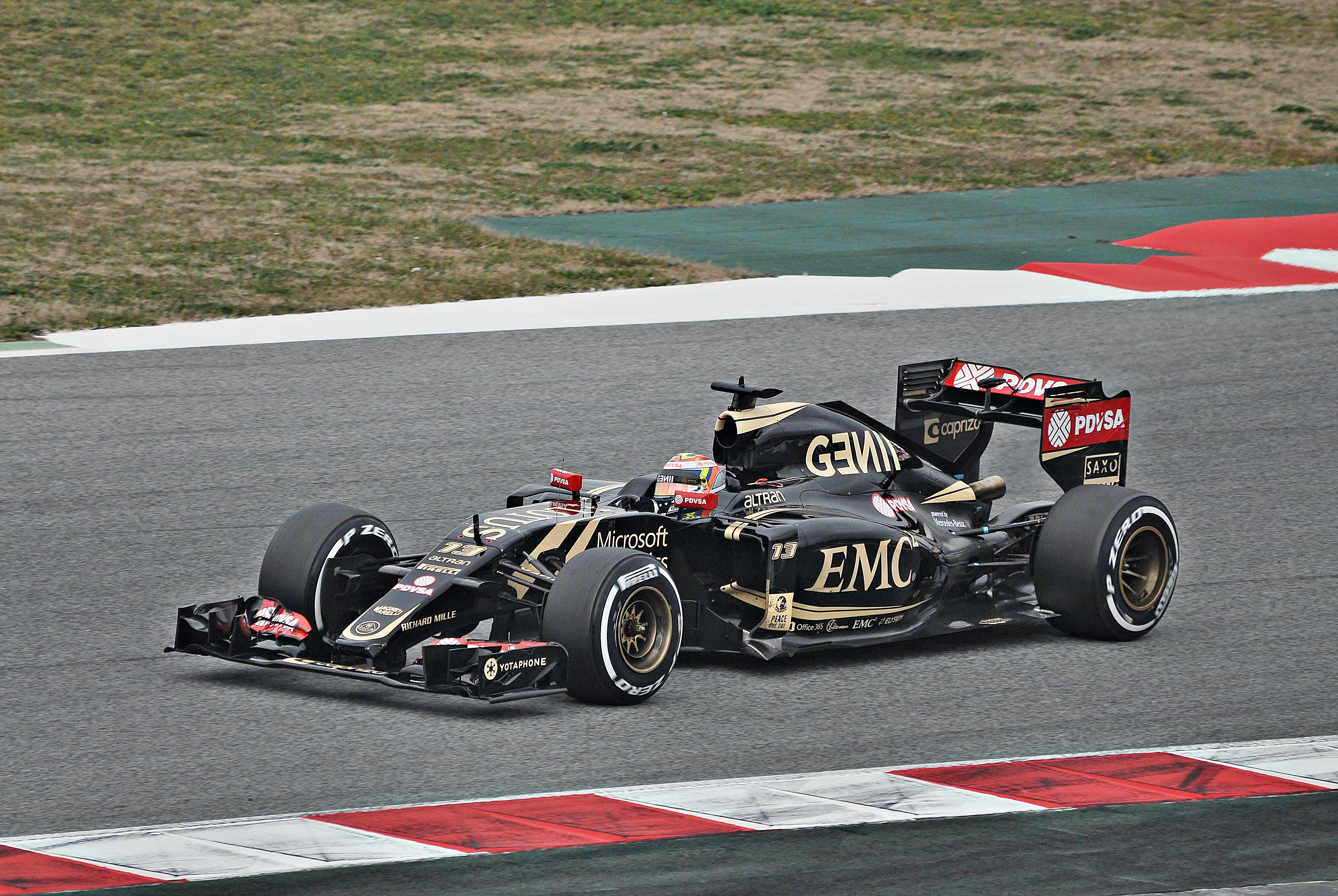
Pastor Maldonado im Lotus E23 Hybrid in Barcelona

Die zweite Testwoche fand vom 19. bis zum 22. Februar auf dem Circuit de Barcelona-Catalunya in Spanien statt. Force India nahm an diesen Testfahrten mit einem umlackierten Vorjahreswagen teil, die Premiere des VJM08 sollte erst bei der dritten Testwoche erfolgen.
Am 19. Februar fuhr Pastor Maldonado mit 1:25,011 Minuten die schnellste Runde, gefolgt von Kimi Räikkönen und Daniel Ricciardo. Max Verstappen legte an diesem Tag mit 94 Runden die größte Distanz zurück, gefolgt von Susie Wolff und Felipe Nasr. Lewis Hamilton musste die Testfahrten bereits am Vormittag nach nur elf Runden abbrechen, da er unter einer Erkältung mit hohem Fieber litt. Gegen Mittag übernahm Pascal Wehrlein, der zuvor für Force India gefahren war, den Mercedes. Sergio Pérez fuhr für den Rest des Tages den Force India. Auch Jenson Button musste die Tests gegen Mittag beenden, da durch einen Konstruktionsfehler an einer Dichtung des ERS-K ein Wechsel des Motors notwendig war. Am frühen Nachmittag kollidierten Nasr und Wolff, beide Fahrzeuge wurden dabei beschädigt und landeten im Kiesbett. Nach dem Unfall gaben sich die Fahrer gegenseitig die Schuld für die Kollision. Kurz vor Ende des Testtages nahmen beide jedoch mit ihren reparierten Wagen wieder an den Testfahrten teil.
Am 20. Februar war Ricciardo mit einer Rundenzeit von 1:24,574 Minuten Schnellster vor Räikkönen und Felipe Massa. Ricciardo fuhr mit 143 Runden auch die größte Distanz, vor Pérez und Marcus Ericsson. Mercedes war mit 155 Runden das Team, das die meisten Runden zurücklegen konnte. Nico Rosberg fuhr wegen einer Nervenentzündung im Nackenbereich nur am Vormittag, danach übernahm der genesene Hamilton den Wagen. Fernando Alonso legte mit 59 Runden die geringste Distanz zurück. Dies entsprach annähernd einer kompletten Renndistanz, obwohl McLaren am Vortag angekündigt hatte, dass man die Testfahrten auch an diesem Tag mit der fehlerhaften Dichtung am ERS-K bestreiten müsse, da das neu konstruierte Ersatzteil erst am 21. Februar verfügbar sei.
Maldonado war am 21. Februar in 1:24,348 Minuten Schnellster vor Verstappen und Hamilton. Verstappen fuhr mit 129 Runden nahezu zwei komplette Renndistanzen, gefolgt von Daniil Kwjat und Sebastian Vettel. Button fuhr mit 24 Runden erneut die mit Abstand niedrigste Distanz, da trotz neu konstruierter Dichtung am ERS-K das gleiche Problem wie an den beiden Vortagen auftrat. Auch Ericsson fuhr nur 53 Runden, da ein Schaden am Getriebe seines Wagens aufgetreten war und Sauber kein Ersatzgetriebe zur Verfügung hatte.
Am 22. Februar war Romain Grosjean in 1:24,067 Minuten Schnellster vor Rosberg und Kwjat. Grosjean fuhr damit die schnellste Runde der Testwoche und war mehr als 1,1 Sekunden schneller als die Pole-Position von Hamilton beim Großen Preis von Spanien 2014. Rosberg legte mit 131 Runden die größte Distanz zurück, gefolgt von Valtteri Bottas und Grosjean. Mit Alonso legte erneut ein McLaren-Pilot mit 20 Runden die geringste Distanz zurück. Nachdem er wegen des Einbaus der neu angelieferten Dichtung des ERS-K die Testfahrten erst mit Verspätung hatte aufnehmen können, verunfallte er am späten Vormittag. Er musste nach dem Unfall aus dem Fahrzeug geborgen werden, da er sich nicht selbst aus dem Wagen befreien konnte, und wurde mit einem Rettungshubschrauber ins Krankenhaus transportiert. McLaren gab kurz darauf bekannt, dass dies eine reine Vorsichtsmaßnahme gewesen und Alonso unverletzt geblieben sei. Dennoch sagte Alonso am 3. März 2015 auf Anraten seiner Ärzte die Teilnahme am Großen Preis von Australien ab. Nico Hülkenberg brach die Testfahrten nach nur 36 Runden mit einem Problem am Antrieb ab.

### 26. Februar–1. März: Circuit de Barcelona-Catalunya
Die dritte Testwoche fand vom 26. Februar bis zum 1. März auf dem Circuit de Barcelona-Catalunya in Spanien statt. Mit dem Force India VJM08 debütierte bei diesen Testfahrten der neunte Wagen.
Am ersten Tag der Testfahrten, dem 26. Februar, fuhr Felipe Massa mit 1:23,500 Minuten die Bestzeit, gefolgt von Marcus Ericsson und Lewis Hamilton. Ericsson legte an diesem Tag mit 122 Runden die größte Distanz zurück, gefolgt von Massa und Carlos Sainz jr. Jenson Button fuhr nur sieben Runden, bereits am Vormittag musste er die Testfahrten abbrechen, da wegen eines Hydrauliklecks ein Motorwechsel notwendig war. Auch Hamilton fuhr am Nachmittag nach einem Defekt am ERS-K nicht mehr. Force India testete an diesem Tag gar nicht, am Nachmittag des 27. Februar sollte jedoch das neue Fahrzeug einsatzbereit sein.
Am 27. Februar war Nico Rosberg mit einer Zeit von 1:22,792 Minuten Schnellster vor Valtteri Bottas und Felipe Nasr. Sebastian Vettel legte mit 143 Runden die größte Distanz zurück, knapp vor Nasr (141 Runden) und Pastor Maldonado (140 Runden). Mit 77 Runden legte Nico Hülkenberg im Force India VJM08, der sein Streckendebüt gab, die geringste Distanz zurück, er begann die Testfahrten aber auch erst gegen Mittag. Button fuhr zum ersten Mal einen ganzen Testtag ohne größere technische Probleme mit dem McLaren MP4-30 und legte 101 Runden zurück.
In 1:23,022 Minuten fuhr Hamilton am 28. Februar die Bestzeit vor Massa und Kimi Räikkönen. Hülkenberg legte mit 158 Runden die größte Distanz zurück, vor Räikkönen und Sainz. Kevin Magnussen, der erstmals einen Honda-Motor in der Konfiguration für das Rennen in Melbourne fuhr, legte mit 39 Runden die geringste Distanz zurück.
Am 1. März fuhr Bottas in 1:23,063 Minuten die Bestzeit vor Vettel und Nasr. Die meisten Runden, 159, fuhr Nasr vor Rosberg und Sergio Pérez. Button konnte mit 30 Runden die geringste Distanz fahren, auch Maldonado konnte nur 39 Runden fahren, da er nach einem Bremsdefekt in die Streckenbegrenzung prallte.

## Rennkalender
Der provisorische Rennkalender beinhaltete 20 Rennen, wurde am 8. September 2014 veröffentlicht und am 12. September 2014 vom FIA-Weltrat abgesegnet. Der endgültige Rennkalender, der am 3. Dezember 2014 vom FIA-Weltrat beschlossen wurde, umfasste jedoch 21 Grands Prix. Am 6. Januar 2015 gab die FIA bekannt, den für den 3. Mai geplanten Großen Preis von Korea wieder aus dem Rennkalender zu streichen. Am 20. März 2015 bestätigte der FIA-Weltrat die Absage des Großen Preises von Deutschland.
| Nr. | Datum         | Grand Prix (Strecke)         | Distanz (km) | Sieger                     | Zweiter                             | Dritter                             | Pole- Position             | Schnellste Rennrunde                | Gesamtführender Fahrer    | Gesamtführender Konstrukteur |
| --- | ------------- | ---------------------------- | ------------ | -------------------------- | ----------------------------------- | ----------------------------------- | -------------------------- | ----------------------------------- | ------------------------- | ---------------------------- |
| 01  | 15. März      | Australien (Melbourne)       | 307,574      | Lewis Hamilton (Mercedes)  | Nico Rosberg (Mercedes)             | Sebastian Vettel (Ferrari)          | Lewis Hamilton (Mercedes)  | Lewis Hamilton (Mercedes)           | Lewis Hamilton (Mercedes) | Mercedes                     |
| 02  | 29. März      | Malaysia (Sepang)            | 310,408      | Sebastian Vettel (Ferrari) | Lewis Hamilton (Mercedes)           | Nico Rosberg (Mercedes)             | Lewis Hamilton (Mercedes)  | Nico Rosberg (Mercedes)             | Lewis Hamilton (Mercedes) | Mercedes                     |
| 03  | 12. April     | China (Shanghai)             | 305,066      | Lewis Hamilton (Mercedes)  | Nico Rosberg (Mercedes)             | Sebastian Vettel (Ferrari)          | Lewis Hamilton (Mercedes)  | Lewis Hamilton (Mercedes)           | Lewis Hamilton (Mercedes) | Mercedes                     |
| 04  | 19. April     | Bahrain (as-Sachir)          | 308,238      | Lewis Hamilton (Mercedes)  | Kimi Räikkönen (Ferrari)            | Nico Rosberg (Mercedes)             | Lewis Hamilton (Mercedes)  | Kimi Räikkönen (Ferrari)            | Lewis Hamilton (Mercedes) | Mercedes                     |
| 05  | 10. Mai       | Spanien (Montmeló)           | 307,104      | Nico Rosberg (Mercedes)    | Lewis Hamilton (Mercedes)           | Sebastian Vettel (Ferrari)          | Nico Rosberg (Mercedes)    | Lewis Hamilton (Mercedes)           | Lewis Hamilton (Mercedes) | Mercedes                     |
| 06  | 24. Mai       | Monaco (Monte Carlo)         | 260,286      | Nico Rosberg (Mercedes)    | Sebastian Vettel (Ferrari)          | Lewis Hamilton (Mercedes)           | Lewis Hamilton (Mercedes)  | Daniel Ricciardo (Red Bull-Renault) | Lewis Hamilton (Mercedes) | Mercedes                     |
| 07  | 7. Juni       | Kanada (Montréal)            | 305,270      | Lewis Hamilton (Mercedes)  | Nico Rosberg (Mercedes)             | Valtteri Bottas (Williams-Mercedes) | Lewis Hamilton (Mercedes)  | Kimi Räikkönen (Ferrari)            | Lewis Hamilton (Mercedes) | Mercedes                     |
| 08  | 21. Juni      | Österreich (Spielberg)       | 307,020      | Nico Rosberg (Mercedes)    | Lewis Hamilton (Mercedes)           | Felipe Massa (Williams-Mercedes)    | Lewis Hamilton (Mercedes)  | Nico Rosberg (Mercedes)             | Lewis Hamilton (Mercedes) | Mercedes                     |
| 09  | 5. Juli       | Großbritannien (Silverstone) | 306,198      | Lewis Hamilton (Mercedes)  | Nico Rosberg (Mercedes)             | Sebastian Vettel (Ferrari)          | Lewis Hamilton (Mercedes)  | Lewis Hamilton (Mercedes)           | Lewis Hamilton (Mercedes) | Mercedes                     |
| 10  | 26. Juli      | Ungarn (Mogyoród)            | 302,249      | Sebastian Vettel (Ferrari) | Daniil Kwjat (Red Bull-Renault)     | Daniel Ricciardo (Red Bull-Renault) | Lewis Hamilton (Mercedes)  | Daniel Ricciardo (Red Bull-Renault) | Lewis Hamilton (Mercedes) | Mercedes                     |
| 11  | 23. August    | Belgien (Spa-Francorchamps)  | 301,048      | Lewis Hamilton (Mercedes)  | Nico Rosberg (Mercedes)             | Romain Grosjean (Lotus-Mercedes)    | Lewis Hamilton (Mercedes)  | Nico Rosberg (Mercedes)             | Lewis Hamilton (Mercedes) | Mercedes                     |
| 12  | 6. September  | Italien (Monza)              | 306,720      | Lewis Hamilton (Mercedes)  | Sebastian Vettel (Ferrari)          | Felipe Massa (Williams-Mercedes)    | Lewis Hamilton (Mercedes)  | Lewis Hamilton (Mercedes)           | Lewis Hamilton (Mercedes) | Mercedes                     |
| 13  | 20. September | Singapur (Singapur)          | 308,828      | Sebastian Vettel (Ferrari) | Daniel Ricciardo (Red Bull-Renault) | Kimi Räikkönen (Ferrari)            | Sebastian Vettel (Ferrari) | Daniel Ricciardo (Red Bull-Renault) | Lewis Hamilton (Mercedes) | Mercedes                     |
| 14  | 27. September | Japan (Suzuka)               | 307,471      | Lewis Hamilton (Mercedes)  | Nico Rosberg (Mercedes)             | Sebastian Vettel (Ferrari)          | Nico Rosberg (Mercedes)    | Lewis Hamilton (Mercedes)           | Lewis Hamilton (Mercedes) | Mercedes                     |
| 15  | 11. Oktober   | Russland (Sotschi)           | 309,745      | Lewis Hamilton (Mercedes)  | Sebastian Vettel (Ferrari)          | Sergio Pérez (Force India-Mercedes) | Nico Rosberg (Mercedes)    | Sebastian Vettel (Ferrari)          | Lewis Hamilton (Mercedes) | Mercedes                     |
| 16  | 25. Oktober   | USA (Austin)                 | 308,405      | Lewis Hamilton (Mercedes)  | Nico Rosberg (Mercedes)             | Sebastian Vettel (Ferrari)          | Nico Rosberg (Mercedes)    | Nico Rosberg (Mercedes)             | Lewis Hamilton (Mercedes) | Mercedes                     |
| 17  | 1. November   | Mexiko (Mexiko-Stadt)        | 305,584      | Nico Rosberg (Mercedes)    | Lewis Hamilton (Mercedes)           | Valtteri Bottas (Williams-Mercedes) | Nico Rosberg (Mercedes)    | Nico Rosberg (Mercedes)             | Lewis Hamilton (Mercedes) | Mercedes                     |
| 18  | 15. November  | Brasilien (Interlagos)       | 305,909      | Nico Rosberg (Mercedes)    | Lewis Hamilton (Mercedes)           | Sebastian Vettel (Ferrari)          | Nico Rosberg (Mercedes)    | Lewis Hamilton (Mercedes)           | Lewis Hamilton (Mercedes) | Mercedes                     |
| 19  | 29. November  | Abu Dhabi (Yas-Insel)        | 305,355      | Nico Rosberg (Mercedes)    | Lewis Hamilton (Mercedes)           | Kimi Räikkönen (Ferrari)            | Nico Rosberg (Mercedes)    | Lewis Hamilton (Mercedes)           | Lewis Hamilton (Mercedes) | Mercedes                     |

## Rennberichte

### Großer Preis von Australien
| Platz | Fahrer           | Team     | Zeit        |
| ----- | ---------------- | -------- | ----------- |
| 1     | Lewis Hamilton   | Mercedes | 1:31:54,067 |
| 2     | Nico Rosberg     | Mercedes | + 1,360     |
| 3     | Sebastian Vettel | Ferrari  | + 34,523    |
| PP    | Lewis Hamilton   | Mercedes | 1:26,327    |
| SR    | Lewis Hamilton   | Mercedes | 1:30,945    |

Der Große Preis von Australien auf dem Albert Park Circuit fand am 15. März 2015 statt und ging über eine Distanz von 58 Runden à 5,303 km, was einer Gesamtdistanz von 307,574 km entspricht.
Lewis Hamilton gewann das Rennen vor Nico Rosberg und Sebastian Vettel.
Das Rennen war von vielen Ausfällen geprägt. Nur 15 Fahrer starteten zum Rennen, elf kamen ins Ziel.

### Großer Preis von Malaysia
| Platz | Fahrer           | Team     | Zeit        |
| ----- | ---------------- | -------- | ----------- |
| 1     | Sebastian Vettel | Ferrari  | 1:41:05,793 |
| 2     | Lewis Hamilton   | Mercedes | + 8,569     |
| 3     | Nico Rosberg     | Mercedes | + 12,310    |
| PP    | Lewis Hamilton   | Mercedes | 1:49,834    |
| SR    | Nico Rosberg     | Mercedes | 1:42,062    |

Der Große Preis von Malaysia auf dem Sepang International Circuit fand am 29. März 2015 statt und ging über eine Distanz von 56 Runden à 5,543 km, was einer Gesamtdistanz von 310,408 km entspricht.
Sebastian Vettel gewann das Rennen vor Lewis Hamilton und Nico Rosberg. Es war Vettels erster Sieg für Ferrari.

### Großer Preis von China
| Platz | Fahrer           | Team     | Zeit        |
| ----- | ---------------- | -------- | ----------- |
| 1     | Lewis Hamilton   | Mercedes | 1:39:42,008 |
| 2     | Nico Rosberg     | Mercedes | + 0,714     |
| 3     | Sebastian Vettel | Ferrari  | + 2,988     |
| PP    | Lewis Hamilton   | Mercedes | 1:35,782    |
| SR    | Lewis Hamilton   | Mercedes | 1:42,208    |

Der Große Preis von China auf dem Shanghai International Circuit fand am 12. April 2015 statt und ging über eine Distanz von 56 Runden à 5,451 km, was einer Gesamtdistanz von 305,066 km entspricht.
Lewis Hamilton gewann das Rennen vor Nico Rosberg und Sebastian Vettel.

### Großer Preis von Bahrain
| Platz | Fahrer         | Team     | Zeit        |
| ----- | -------------- | -------- | ----------- |
| 1     | Lewis Hamilton | Mercedes | 1:35:05,809 |
| 2     | Kimi Räikkönen | Ferrari  | + 3,380     |
| 3     | Nico Rosberg   | Mercedes | + 6,033     |
| PP    | Lewis Hamilton | Mercedes | 1:32,571    |
| SR    | Kimi Räikkönen | Ferrari  | 1:36,311    |

Der Große Preis von Bahrain auf dem Bahrain International Circuit fand am 19. April 2015 statt und ging über eine Distanz von 57 Runden à 5,412 km, was einer Gesamtdistanz von 308,238 km entspricht.
Lewis Hamilton gewann das Rennen vor Kimi Räikkönen und Nico Rosberg.

### Großer Preis von Spanien
| Platz | Fahrer           | Team     | Zeit        |
| ----- | ---------------- | -------- | ----------- |
| 1     | Nico Rosberg     | Mercedes | 1:41:12,555 |
| 2     | Lewis Hamilton   | Mercedes | + 17,551    |
| 3     | Sebastian Vettel | Ferrari  | + 45,342    |
| PP    | Nico Rosberg     | Mercedes | 1:24,681    |
| SR    | Lewis Hamilton   | Mercedes | 1:28,270    |

Der Große Preis von Spanien auf dem Circuit de Barcelona-Catalunya fand am 10. Mai 2015 statt und ging über eine Distanz von 66 Runden à 4,655 km, was einer Gesamtdistanz von 307,104 km entspricht.
Nico Rosberg gewann das Rennen vor Lewis Hamilton und Sebastian Vettel.

### Großer Preis von Monaco
| Platz | Fahrer           | Team             | Zeit        |
| ----- | ---------------- | ---------------- | ----------- |
| 1     | Nico Rosberg     | Mercedes         | 1:49:18,420 |
| 2     | Sebastian Vettel | Ferrari          | + 4,486     |
| 3     | Lewis Hamilton   | Mercedes         | + 6,053     |
| PP    | Lewis Hamilton   | Mercedes         | 1:15,098    |
| SR    | Daniel Ricciardo | Red Bull-Renault | 1:18,063    |

Der Große Preis von Monaco auf dem Circuit de Monaco fand am 24. Mai 2015 statt und ging über eine Distanz von 78 Runden à 3,337 km, was einer Gesamtdistanz von 260,864 km entspricht.
Nico Rosberg gewann das Rennen vor Sebastian Vettel und Lewis Hamilton. Hamilton führte das Rennen über weite Strecken dominant an, bis er in einer Safety-Car-Phase an die Box ging und er dadurch hinter Rosberg und Vettel zurückfiel.

### Großer Preis von Kanada
| Platz | Fahrer          | Team              | Zeit        |
| ----- | --------------- | ----------------- | ----------- |
| 1     | Lewis Hamilton  | Mercedes          | 1:31:53,145 |
| 2     | Nico Rosberg    | Mercedes          | + 2,285     |
| 3     | Valtteri Bottas | Williams-Mercedes | + 40,666    |
| PP    | Lewis Hamilton  | Mercedes          | 1:14,393    |
| SR    | Kimi Räikkönen  | Ferrari           | 1:16,987    |

Der Große Preis von Kanada auf dem Circuit Gilles-Villeneuve fand am 7. Juni 2015 statt und ging über eine Distanz von 70 Runden à 4,361 km, was einer Gesamtdistanz von 305,270 km entspricht.
Lewis Hamilton gewann das Rennen vor Nico Rosberg und Valtteri Bottas.

### Großer Preis von Österreich
| Platz | Fahrer         | Team              | Zeit        |
| ----- | -------------- | ----------------- | ----------- |
| 1     | Nico Rosberg   | Mercedes          | 1:30:16,930 |
| 2     | Lewis Hamilton | Mercedes          | + 8,800     |
| 3     | Felipe Massa   | Williams-Mercedes | + 17,573    |
| PP    | Lewis Hamilton | Mercedes          | 1:08,455    |
| SR    | Nico Rosberg   | Mercedes          | 1:11,235    |

Der Große Preis von Österreich auf dem Red Bull Ring fand am 21. Juni 2015 statt und ging über eine Distanz von 71 Runden à 4,326 km, was einer Gesamtdistanz von 307,020 km entspricht.
Nico Rosberg übernahm die Führung beim Start und gewann das Rennen vor Lewis Hamilton und Felipe Massa.

### Großer Preis von Großbritannien
| Platz | Fahrer           | Team     | Zeit        |
| ----- | ---------------- | -------- | ----------- |
| 1     | Lewis Hamilton   | Mercedes | 1:31:27,729 |
| 2     | Nico Rosberg     | Mercedes | + 10,956    |
| 3     | Sebastian Vettel | Ferrari  | + 25,443    |
| PP    | Lewis Hamilton   | Mercedes | 1:32,248    |
| SR    | Lewis Hamilton   | Mercedes | 1:37,093    |

Der Große Preis von Großbritannien auf dem Silverstone Circuit fand am 5. Juli 2015 statt und ging über eine Distanz von 52 Runden à 5,891 km, was einer Gesamtdistanz von 306,198 km entspricht.
Lewis Hamilton gewann das Rennen vor Nico Rosberg und Sebastian Vettel.

### Großer Preis von Ungarn
| Platz | Fahrer           | Team             | Zeit        |
| ----- | ---------------- | ---------------- | ----------- |
| 1     | Sebastian Vettel | Ferrari          | 1:46:09,985 |
| 2     | Daniil Kwjat     | Red Bull-Renault | + 15,748    |
| 3     | Daniel Ricciardo | Red Bull-Renault | + 25,084    |
| PP    | Lewis Hamilton   | Mercedes         | 1:22,020    |
| SR    | Daniel Ricciardo | Red Bull-Renault | 1:24,821    |

Der Große Preis von Ungarn auf dem Hungaroring fand am 26. Juli 2015 statt und ging über eine Distanz von 69 Runden à 4,381 km, was einer Gesamtdistanz von 302,249 km entspricht.
Sebastian Vettel gewann das Rennen vor Daniil Kwjat und Daniel Ricciardo. Es war die erste Podest-Platzierung für Kwjat

### Großer Preis von Belgien
| Platz | Fahrer          | Team           | Zeit        |
| ----- | --------------- | -------------- | ----------- |
| 1     | Lewis Hamilton  | Mercedes       | 1:23:40,387 |
| 2     | Nico Rosberg    | Mercedes       | + 2,058     |
| 3     | Romain Grosjean | Lotus-Mercedes | + 37,988    |
| PP    | Lewis Hamilton  | Mercedes       | 1:47,197    |
| SR    | Nico Rosberg    | Mercedes       | 1:52,416    |

Der Große Preis von Belgien auf dem Circuit de Spa-Francorchamps fand am 23. August 2015 statt und ging über eine Distanz von 43 Runden à 7,004 km, was einer Gesamtdistanz von 301,048 km entspricht.
Lewis Hamilton gewann das Rennen vor Nico Rosberg und Romain Grosjean.

### Großer Preis von Italien
| Platz | Fahrer           | Team              | Zeit        |
| ----- | ---------------- | ----------------- | ----------- |
| 1     | Lewis Hamilton   | Mercedes          | 1:18:00,688 |
| 2     | Sebastian Vettel | Ferrari           | + 25,042    |
| 3     | Felipe Massa     | Williams-Mercedes | + 47,635    |
| PP    | Lewis Hamilton   | Mercedes          | 1:23,397    |
| SR    | Lewis Hamilton   | Mercedes          | 1:26,672    |

Der Große Preis von Italien auf dem Autodromo Nazionale Monza fand am 6. September 2015 statt und ging über eine Distanz von 53 Runden à 5,793 km, was einer Gesamtdistanz von 306,720 km entspricht.
Lewis Hamilton gewann das Rennen vor Sebastian Vettel und Felipe Massa.

### Großer Preis von Singapur
| Platz | Fahrer           | Team             | Zeit        |
| ----- | ---------------- | ---------------- | ----------- |
| 1     | Sebastian Vettel | Ferrari          | 2:01:22,118 |
| 2     | Daniel Ricciardo | Red Bull-Renault | + 1,478     |
| 3     | Kimi Räikkönen   | Ferrari          | + 17,154    |
| PP    | Sebastian Vettel | Ferrari          | 1:43,885    |
| SR    | Daniel Ricciardo | Red Bull-Renault | 1:50,041    |

Der Große Preis von Singapur auf dem Marina Bay Street Circuit fand am 20. September 2015 statt und ging über eine Distanz von 61 Runden à 5,065 km, was einer Gesamtdistanz von 308,828 km entspricht.
Sebastian Vettel gewann das Rennen vor Daniel Ricciardo und Kimi Räikkönen.

### Großer Preis von Japan
| Platz | Fahrer           | Team     | Zeit        |
| ----- | ---------------- | -------- | ----------- |
| 1     | Lewis Hamilton   | Mercedes | 1:28:06,508 |
| 2     | Nico Rosberg     | Mercedes | + 18,964    |
| 3     | Sebastian Vettel | Ferrari  | + 20,850    |
| PP    | Nico Rosberg     | Mercedes | 1:32,584    |
| SR    | Lewis Hamilton   | Mercedes | 1:36,145    |

Der Große Preis von Japan auf dem Suzuka International Racing Course fand am 27. September 2015 statt und ging über eine Distanz von 53 Runden à 5,807 km, was einer Gesamtdistanz von 307,471 km entspricht.
Lewis Hamilton gewann das Rennen vor Nico Rosberg und Sebastian Vettel.
Alle 20 Fahrer wurden gewertet.

### Großer Preis von Russland
| Platz | Fahrer           | Team                 | Zeit        |
| ----- | ---------------- | -------------------- | ----------- |
| 1     | Lewis Hamilton   | Mercedes             | 1:37:11,024 |
| 2     | Sebastian Vettel | Ferrari              | + 5,953     |
| 3     | Sergio Pérez     | Force India-Mercedes | + 28,918    |
| PP    | Nico Rosberg     | Mercedes             | 1:37,113    |
| SR    | Sebastian Vettel | Ferrari              | 1:40,071    |

Der Große Preis von Russland auf dem Sochi Autodrom fand am 11. Oktober 2015 statt und ging über eine Distanz von 53 Runden à 5,848 km, was einer Gesamtdistanz von 309,745 km entspricht.
Lewis Hamilton gewann das Rennen vor Sebastian Vettel und Sergio Pérez. Mercedes gewann vorzeitig die Konstrukteursweltmeisterschaft.

### Großer Preis der USA
| Platz | Fahrer           | Team     | Zeit        |
| ----- | ---------------- | -------- | ----------- |
| 1     | Lewis Hamilton   | Mercedes | 1:50:52,703 |
| 2     | Nico Rosberg     | Mercedes | + 2,850     |
| 3     | Sebastian Vettel | Ferrari  | + 3,381     |
| PP    | Nico Rosberg     | Mercedes | 1:56,824    |
| SR    | Nico Rosberg     | Mercedes | 1:40,666    |

Der Große Preis der USA auf dem Circuit of The Americas fand am 25. Oktober 2015 statt und ging über eine Distanz von 56 Runden à 5,513 km, was einer Gesamtdistanz von 308,405 km entspricht.
Lewis Hamilton gewann das Rennen vor Nico Rosberg und Sebastian Vettel. Damit errang Hamilton vorzeitig seinen dritten Weltmeistertitel.

### Großer Preis von Mexiko
| Platz | Fahrer          | Team              | Zeit        |
| ----- | --------------- | ----------------- | ----------- |
| 1     | Nico Rosberg    | Mercedes          | 1:42:35,038 |
| 2     | Lewis Hamilton  | Mercedes          | + 1,954     |
| 3     | Valtteri Bottas | Williams-Mercedes | + 14,592    |
| PP    | Nico Rosberg    | Mercedes          | 1:19,480    |
| SR    | Nico Rosberg    | Mercedes          | 1:20,521    |

Der Große Preis von Mexiko auf dem Autódromo Hermanos Rodríguez fand am 1. November 2015 statt und ging über eine Distanz von 71 Runden à 4,304 km, was einer Gesamtdistanz von 305,584 km entspricht.
Nico Rosberg gewann das Rennen vor Lewis Hamilton und Valtteri Bottas.

### Großer Preis von Brasilien
| Platz | Fahrer           | Team     | Zeit        |
| ----- | ---------------- | -------- | ----------- |
| 1     | Nico Rosberg     | Mercedes | 1:31:09,090 |
| 2     | Lewis Hamilton   | Mercedes | + 7,756     |
| 3     | Sebastian Vettel | Ferrari  | + 14,244    |
| PP    | Nico Rosberg     | Mercedes | 1:11,382    |
| SR    | Lewis Hamilton   | Mercedes | 1:14,832    |

Der Große Preis von Brasilien auf dem Autódromo José Carlos Pace fand am 15. November 2015 statt und ging über eine Distanz von 71 Runden à 4,309 km, was einer Gesamtdistanz von 305,909 km entspricht.
Nico Rosberg gewann das Rennen vor Lewis Hamilton und Sebastian Vettel.

### Großer Preis von Abu Dhabi
| Platz | Fahrer         | Team     | Zeit        |
| ----- | -------------- | -------- | ----------- |
| 1     | Nico Rosberg   | Mercedes | 1:38:30,175 |
| 2     | Lewis Hamilton | Mercedes | + 8,271     |
| 3     | Kimi Räikkönen | Ferrari  | + 19,430    |
| PP    | Nico Rosberg   | Mercedes | 1:40,237    |
| SR    | Lewis Hamilton | Mercedes | 1:44,517    |

Der Große Preis von Abu Dhabi auf dem Yas Marina Circuit fand am 29. November 2015 statt und ging über eine Distanz von 55 Runden à 5,554 km, was einer Gesamtdistanz von 305,355 km entspricht.
Nico Rosberg gewann das Rennen vor Lewis Hamilton und Kimi Räikkönen.

## Qualifying-/Rennduelle
Diese beiden Tabellen zeigen, welche Fahrer im jeweiligen Team die besseren Platzierungen im Qualifying bzw. im Rennen erreicht haben.
| Fahrer               | :        | Fahrer           |
| Mercedes             | Mercedes | Mercedes         |
| -------------------- | -------- | ---------------- |
| Lewis Hamilton       | 12:7     | Nico Rosberg     |
| Red Bull-Renault     |          |                  |
| Daniel Ricciardo     | 12:7     | Daniil Kwjat     |
| Williams-Mercedes    |          |                  |
| Felipe Massa         | 8:11     | Valtteri Bottas  |
| Ferrari              |          |                  |
| Sebastian Vettel     | 15:4     | Kimi Räikkönen   |
| McLaren-Honda        |          |                  |
| Kevin Magnussen      | 0:1      | Jenson Button    |
| Fernando Alonso      | 10:8     | Jenson Button    |
| Force India-Mercedes |          |                  |
| Nico Hülkenberg      | 11:8     | Sergio Pérez     |
| Toro Rosso-Renault   |          |                  |
| Max Verstappen       | 9:10     | Carlos Sainz jr. |
| Lotus-Mercedes       |          |                  |
| Romain Grosjean      | 17:2     | Pastor Maldonado |
| Marussia-Ferrari     |          |                  |
| Will Stevens         | 9:4      | Roberto Merhi    |
| Will Stevens         | 2:3      | Alexander Rossi  |
| Sauber-Ferrari       |          |                  |
| Marcus Ericsson      | 10:9     | Felipe Nasr      |

| Fahrer               | :        | Fahrer           |
| Mercedes             | Mercedes | Mercedes         |
| -------------------- | -------- | ---------------- |
| Lewis Hamilton       | 12:7     | Nico Rosberg     |
| Red Bull-Renault     |          |                  |
| Daniel Ricciardo     | 9:10     | Daniil Kwjat     |
| Williams-Mercedes    |          |                  |
| Felipe Massa         | 9:9      | Valtteri Bottas  |
| Ferrari              |          |                  |
| Sebastian Vettel     | 14:4     | Kimi Räikkönen   |
| McLaren-Honda        |          |                  |
| Kevin Magnussen      | 0:1      | Jenson Button    |
| Fernando Alonso      | 6:8      | Jenson Button    |
| Force India-Mercedes |          |                  |
| Nico Hülkenberg      | 7:11     | Sergio Pérez     |
| Toro Rosso-Renault   |          |                  |
| Max Verstappen       | 10:7     | Carlos Sainz jr. |
| Lotus-Mercedes       |          |                  |
| Romain Grosjean      | 12:5     | Pastor Maldonado |
| Marussia-Ferrari     |          |                  |
| Will Stevens         | 6:7      | Roberto Merhi    |
| Will Stevens         | 1:4      | Alexander Rossi  |
| Sauber-Ferrari       |          |                  |
| Marcus Ericsson      | 8:11     | Felipe Nasr      |

## Weltmeisterschaftswertungen

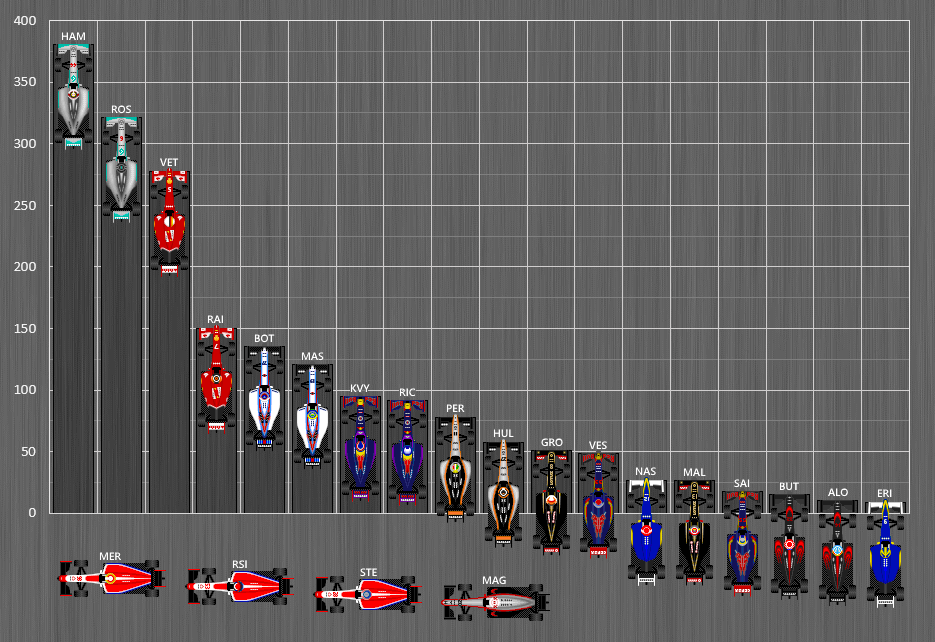
Fahrerwertung der Formel-1-Saison 2015

Weltmeister wird derjenige Fahrer bzw. Konstrukteur, der bis zum Saisonende am meisten Punkte in der Weltmeisterschaft ansammelt. Bei der Punkteverteilung werden die Platzierungen im Gesamtergebnis des jeweiligen Rennens berücksichtigt. Die zehn erstplatzierten Fahrer jedes Rennens erhielten Punkte nach folgendem Schema:
| Punkteverteilung | Punkteverteilung | Punkteverteilung | Punkteverteilung | Punkteverteilung | Punkteverteilung | Punkteverteilung | Punkteverteilung | Punkteverteilung | Punkteverteilung | Punkteverteilung |
| ---------------- | ---------------- | ---------------- | ---------------- | ---------------- | ---------------- | ---------------- | ---------------- | ---------------- | ---------------- | ---------------- |
| Platz            | 1                | 2                | 3                | 4                | 5                | 6                | 7                | 8                | 9                | 10               |
| Punkte           | 25               | 18               | 15               | 12               | 10               | 8                | 6                | 4                | 2                | 1                |

### Fahrerwertung
| Pos. | Fahrer        | Konstrukteur         |     |     |     |     |     |     |     |     |     |     |     |     |     |     |     |     |     |     |     | Punkte |
| 01   | L. Hamilton   | Mercedes             | 1   | 2   | 1   | 1   | 2   | 3   | 1   | 2   | 1   | 6   | 1   | 1   | DNF | 1   | 1   | 1   | 2   | 2   | 2   | 381    |
| 02   | N. Rosberg    | Mercedes             | 2   | 3   | 2   | 3   | 1   | 1   | 2   | 1   | 2   | 8   | 2   | 17* | 4   | 2   | DNF | 2   | 1   | 1   | 1   | 322    |
| 03   | S. Vettel     | Ferrari              | 3   | 1   | 3   | 5   | 3   | 2   | 5   | 4   | 3   | 1   | 12* | 2   | 1   | 3   | 2   | 3   | DNF | 3   | 4   | 278    |
| 04   | K. Räikkönen  | Ferrari              | DNF | 4   | 4   | 2   | 5   | 6   | 4   | DNF | 8   | DNF | 7   | 5   | 3   | 4   | 8   | DNF | DNF | 4   | 3   | 150    |
| 05   | V. Bottas     | Williams-Mercedes    | WD  | 5   | 6   | 4   | 4   | 14  | 3   | 5   | 5   | 13  | 9   | 4   | 5   | 5   | 12* | DNF | 3   | 5   | 13  | 136    |
| 06   | F. Massa      | Williams-Mercedes    | 4   | 6   | 5   | 10  | 6   | 15  | 6   | 3   | 4   | 12  | 6   | 3   | DNF | 17  | 4   | DNF | 6   | DSQ | 8   | 121    |
| 07   | D. Kwjat      | Red Bull-Renault     | DNS | 9   | DNF | 9   | 10  | 4   | 9   | 12  | 6   | 2   | 4   | 10  | 6   | 13  | 5   | DNF | 4   | 7   | 10  | 95     |
| 08   | D. Ricciardo  | Red Bull-Renault     | 6   | 10  | 9   | 6   | 7   | 5   | 13  | 10  | DNF | 3   | DNF | 8   | 2   | 15  | 15* | 10  | 5   | 11  | 6   | 92     |
| 09   | S. Pérez      | Force India-Mercedes | 10  | 13  | 11  | 8   | 13  | 7   | 11  | 9   | 9   | DNF | 5   | 6   | 7   | 12  | 3   | 5   | 8   | 12  | 5   | 78     |
| 10   | N. Hülkenberg | Force India-Mercedes | 7   | 14  | DNF | 13  | 15  | 11  | 8   | 6   | 7   | DNF | DNS | 7   | DNF | 6   | DNF | DNF | 7   | 6   | 7   | 58     |
| 11   | R. Grosjean   | Lotus-Mercedes       | DNF | 11  | 7   | 7   | 8   | 12  | 10  | DNF | DNF | 7   | 3   | DNF | 13* | 7   | DNF | DNF | 10  | 8   | 9   | 51     |
| 12   | M. Verstappen | Toro Rosso-Renault   | DNF | 7   | 17* | DNF | 11  | DNF | 15  | 8   | DNF | 4   | 8   | 12  | 8   | 9   | 10  | 4   | 9   | 9   | 16  | 49     |
| 13   | F. Nasr       | Sauber-Ferrari       | 5   | 12  | 8   | 12  | 12  | 9   | 16  | 11  | DNS | 11  | 11  | 13  | 10  | 20* | 6   | 9   | DNF | 13  | 15  | 27     |
| 14   | P. Maldonado  | Lotus-Mercedes       | DNF | DNF | DNF | 15  | DNF | DNF | 7   | 7   | DNF | 14  | DNF | DNF | 12  | 8   | 7   | 8   | 11  | 10  | DNF | 27     |
| 15   | C. Sainz      | Toro Rosso-Renault   | 9   | 8   | 13  | DNF | 9   | 10  | 12  | DNF | DNF | DNF | DNF | 11  | 9   | 10  | DNF | 7   | 13  | DNF | 11  | 18     |
| 16   | J. Button     | McLaren-Honda        | 11  | DNF | 14  | DNS | 16  | 8   | DNF | DNF | DNF | 9   | 14  | 14  | DNF | 16  | 9   | 6   | 14  | 14  | 12  | 16     |
| 17   | F. Alonso     | McLaren-Honda        | INJ | DNF | 12  | 11  | DNF | DNF | DNF | DNF | 10  | 5   | 13  | 18* | DNF | 11  | 11  | 11  | DNF | 15  | 17  | 11     |
| 18   | M. Ericsson   | Sauber-Ferrari       | 8   | DNF | 10  | 14  | 14  | 13  | 14  | 13  | 11  | 10  | 10  | 9   | 11  | 14  | DNF | DNF | 12  | 16  | 14  | 9      |
| 19   | R. Merhi      | Marussia-Ferrari     | DNP | 15  | 16  | 17  | 18  | 16  | DNF | 14  | 12  | 15  | 15  | 16  |     |     | 13  |     |     |     | 19  | 0      |
| 20   | A. Rossi      | Marussia-Ferrari     |     |     |     |     |     |     |     |     |     |     |     |     | 14  | 18  |     | 12  | 15  | 18  |     | 0      |
| 21   | W. Stevens    | Marussia-Ferrari     | DNP | WD  | 15  | 16  | 17  | 17  | 17  | DNF | 13  | 16* | 16  | 15  | 15  | 19  | 14  | DNF | 16  | 17  | 18  | 0      |
| –    | K. Magnussen  | McLaren-Honda        | DNS |     |     |     |     |     |     |     |     |     |     |     | INJ | INJ | INJ | INJ | INJ |     |     | 0      |

| Legende  | Legende            | Legende                                                          |
| Farbe    | Abkürzung          | Bedeutung                                                        |
| -------- | ------------------ | ---------------------------------------------------------------- |
| Gold     | –                  | Sieg                                                             |
| Silber   | –                  | 2. Platz                                                         |
| Bronze   | –                  | 3. Platz                                                         |
| Grün     | –                  | Platzierung in den Punkten                                       |
| Blau     | –                  | Klassifiziert außerhalb der Punkteränge                          |
| Violett  | DNF                | Rennen nicht beendet (did not finish)                            |
| Violett  | NC                 | nicht klassifiziert (not classified)                             |
| Rot      | DNQ                | nicht qualifiziert (did not qualify)                             |
| Rot      | DNPQ               | in Vorqualifikation gescheitert (did not pre-qualify)            |
| Schwarz  | DSQ                | disqualifiziert (disqualified)                                   |
| Weiß     | DNS                | nicht am Start (did not start)                                   |
| Weiß     | WD                 | zurückgezogen (withdrawn)                                        |
| Hellblau | PO                 | nur am Training teilgenommen (practiced only)                    |
| Hellblau | TD                 | Freitags-Testfahrer (test driver)                                |
| ohne     | DNP                | nicht am Training teilgenommen (did not practice)                |
| ohne     | INJ                | verletzt oder krank (injured)                                    |
| ohne     | EX                 | ausgeschlossen (excluded)                                        |
| ohne     | DNA                | nicht erschienen (did not arrive)                                |
| ohne     | C                  | Rennen abgesagt (cancelled)                                      |
| ohne     | keine WM-Teilnahme |                                                                  |
| sonstige | P/fett             | Pole-Position                                                    |
| sonstige | 1/2/3/4/5/6/7/8    | Punktplatzierung im Sprint-/Qualifikationsrennen                 |
| sonstige | SR/kursiv          | Schnellste Rennrunde                                             |
| sonstige | *                  | nicht im Ziel, aufgrund der zurückgelegten Distanz aber gewertet |
| sonstige | ()                 | Streichresultate                                                 |
| sonstige | unterstrichen      | Führender in der Gesamtwertung                                   |

### Konstrukteurswertung
| Pos. | Konstrukteur         | Nr.   |     |     |     |     |     |     |     |     |     |     |     |     |     |     |     |     |     |     |     | Punkte |
| 01   | Mercedes             | 44    | 1   | 2   | 1   | 1   | 2   | 3   | 1   | 2   | 1   | 6   | 1   | 1   | DNF | 1   | 1   | 1   | 2   | 2   | 2   | 703    |
| 01   | Mercedes             | 6     | 2   | 3   | 2   | 3   | 1   | 1   | 2   | 1   | 2   | 8   | 2   | 17* | 4   | 2   | DNF | 2   | 1   | 1   | 1   | 703    |
| 02   | Ferrari              | 5     | 3   | 1   | 3   | 5   | 3   | 2   | 5   | 4   | 3   | 1   | 12* | 2   | 1   | 3   | 2   | 3   | DNF | 3   | 4   | 428    |
| 02   | Ferrari              | 7     | DNF | 4   | 4   | 2   | 5   | 6   | 4   | DNF | 8   | DNF | 7   | 5   | 3   | 4   | 8   | DNF | DNF | 4   | 3   | 428    |
| 03   | Williams-Mercedes    | 19    | 4   | 6   | 5   | 10  | 6   | 15  | 6   | 3   | 4   | 12  | 6   | 3   | DNF | 17  | 4   | DNF | 6   | DSQ | 8   | 257    |
| 03   | Williams-Mercedes    | 77    | WD  | 5   | 6   | 4   | 4   | 14  | 3   | 5   | 5   | 13  | 9   | 4   | 5   | 5   | 12* | DNF | 3   | 5   | 13  | 257    |
| 04   | Red Bull-Renault     | 3     | 6   | 10  | 9   | 6   | 7   | 5   | 13  | 10  | DNF | 3   | DNF | 8   | 2   | 15  | 15* | 10  | 5   | 11  | 6   | 187    |
| 04   | Red Bull-Renault     | 26    | DNS | 9   | DNF | 9   | 10  | 4   | 9   | 12  | 6   | 2   | 4   | 10  | 6   | 13  | 5   | DNF | 4   | 7   | 10  | 187    |
| 05   | Force India-Mercedes | 27    | 7   | 14  | DNF | 13  | 15  | 11  | 8   | 6   | 7   | DNF | DNS | 7   | DNF | 6   | DNF | DNF | 7   | 6   | 7   | 136    |
| 05   | Force India-Mercedes | 11    | 10  | 13  | 11  | 8   | 13  | 7   | 11  | 9   | 9   | DNF | 5   | 6   | 7   | 12  | 3   | 5   | 8   | 12  | 5   | 136    |
| 06   | Lotus-Mercedes       | 8     | DNF | 11  | 7   | 7   | 8   | 12  | 10  | DNF | DNF | 7   | 3   | DNF | 13* | 7   | DNF | DNF | 10  | 8   | 9   | 78     |
| 06   | Lotus-Mercedes       | 13    | DNF | DNF | DNF | 15  | DNF | DNF | 7   | 7   | DNF | 14  | DNF | DNF | 12  | 8   | 7   | 8   | 11  | 10  | DNF | 78     |
| 07   | Toro Rosso-Renault   | 33    | DNF | 7   | 17* | DNF | 11  | DNF | 15  | 8   | DNF | 4   | 8   | 12  | 8   | 9   | 10  | 4   | 9   | 9   | 16  | 67     |
| 07   | Toro Rosso-Renault   | 55    | 9   | 8   | 13  | DNF | 9   | 10  | 12  | DNF | DNF | DNF | DNF | 11  | 9   | 10  | DNF | 7   | 13  | DNF | 11  | 67     |
| 08   | Sauber-Ferrari       | 9     | 8   | DNF | 10  | 14  | 14  | 13  | 14  | 13  | 11  | 10  | 10  | 9   | 11  | 14  | DNF | DNF | 12  | 16  | 14  | 36     |
| 08   | Sauber-Ferrari       | 12    | 5   | 12  | 8   | 12  | 12  | 9   | 16  | 11  | DNS | 11  | 11  | 13  | 10  | 20* | 6   | 9   | DNF | 13  | 15  | 36     |
| 09   | McLaren-Honda        | 20/14 | DNS | DNF | 12  | 11  | DNF | DNF | DNF | DNF | 10  | 5   | 13  | 18* | DNF | 11  | 11  | 11  | DNF | 15  | 17  | 27     |
| 09   | McLaren-Honda        | 22    | 11  | DNF | 14  | DNS | 16  | 8   | DNF | DNF | DNF | 9   | 14  | 14  | DNF | 16  | 9   | 6   | 14  | 14  | 12  | 27     |
| 10   | Marussia-Ferrari     | 28    | DNP | WD  | 15  | 16  | 17  | 17  | 17  | DNF | 13  | 16* | 16  | 15  | 15  | 19  | 14  | DNF | 16  | 17  | 18  | 0      |
| 10   | Marussia-Ferrari     | 98/53 | DNP | 15  | 16  | 17  | 18  | 16  | DNF | 14  | 12  | 15  | 15  | 16  | 14  | 18  | 13  | 12  | 15  | 18  | 19  | 0      |

| Legende  | Legende            | Legende                                                          |
| Farbe    | Abkürzung          | Bedeutung                                                        |
| -------- | ------------------ | ---------------------------------------------------------------- |
| Gold     | –                  | Sieg                                                             |
| Silber   | –                  | 2. Platz                                                         |
| Bronze   | –                  | 3. Platz                                                         |
| Grün     | –                  | Platzierung in den Punkten                                       |
| Blau     | –                  | Klassifiziert außerhalb der Punkteränge                          |
| Violett  | DNF                | Rennen nicht beendet (did not finish)                            |
| Violett  | NC                 | nicht klassifiziert (not classified)                             |
| Rot      | DNQ                | nicht qualifiziert (did not qualify)                             |
| Rot      | DNPQ               | in Vorqualifikation gescheitert (did not pre-qualify)            |
| Schwarz  | DSQ                | disqualifiziert (disqualified)                                   |
| Weiß     | DNS                | nicht am Start (did not start)                                   |
| Weiß     | WD                 | zurückgezogen (withdrawn)                                        |
| Hellblau | PO                 | nur am Training teilgenommen (practiced only)                    |
| Hellblau | TD                 | Freitags-Testfahrer (test driver)                                |
| ohne     | DNP                | nicht am Training teilgenommen (did not practice)                |
| ohne     | INJ                | verletzt oder krank (injured)                                    |
| ohne     | EX                 | ausgeschlossen (excluded)                                        |
| ohne     | DNA                | nicht erschienen (did not arrive)                                |
| ohne     | C                  | Rennen abgesagt (cancelled)                                      |
| ohne     | keine WM-Teilnahme |                                                                  |
| sonstige | P/fett             | Pole-Position                                                    |
| sonstige | 1/2/3/4/5/6/7/8    | Punktplatzierung im Sprint-/Qualifikationsrennen                 |
| sonstige | SR/kursiv          | Schnellste Rennrunde                                             |
| sonstige | *                  | nicht im Ziel, aufgrund der zurückgelegten Distanz aber gewertet |
| sonstige | ()                 | Streichresultate                                                 |
| sonstige | unterstrichen      | Führender in der Gesamtwertung                                   |